# Экситон
Эксито́н (лат. excito — «возбуждаю») — квазичастица, представляющая собой электронное возбуждение в диэлектрике, полупроводнике или металле, мигрирующее по кристаллу и не связанное с переносом электрического заряда и массы. Понятие об экситоне и сам термин введены советским физиком Я. И. Френкелем в 1931 году, им же разработана теория экситонов, а экспериментально спектр экситона впервые наблюдался в 1951 году (или в 1952 году) советскими физиками Е. Ф. Гроссом и Н. А. Каррыевым.  Представляет собой связанное состояние электрона и дырки. При этом его следует считать самостоятельной элементарной (не сводимой) частицей в случаях, когда энергия взаимодействия электрона и дырки имеет тот же порядок, что и энергия их движения, а энергия взаимодействия между двумя экситонами мала по сравнению с энергией каждого из них. Экситон можно считать элементарной квазичастицей в тех явлениях, в которых он выступает как целое образование, не подвергающееся воздействиям, способным его разрушить.
Экситон может быть представлен в виде связанного состояния электрона проводимости и дырки, расположенных или в одном узле кристаллической решётки (экситон Френкеля, a* < a0, a* — радиус экситона, a0 — период решётки), или на расстояниях, значительно больше междуатомных (экситон Ванье — Мотта, a* ≫ a0). В полупроводниках, за счёт высокой диэлектрической проницаемости, существуют только экситоны Ванье — Мотта. Экситоны Френкеля применимы, прежде всего, к молекулярным кристаллам.

## Полупроводниковые приборы на основе экситонных переходов
В объёмных полупроводниках экситонные состояния проявляются только при глубоком охлаждении образцов, что препятствует их использованию. В тонкоплёночных полупроводниковых структурах, напротив, экситонные состояния хорошо выражены при комнатной температуре. Заданным образом изменяя размеры наноструктур, можно изменять энергию связи и другие параметры экситонов и, таким образом, осуществлять управление экситонами в низкоразмерных структурах и создавать приборы на основе физических процессов с участием экситонов.
Так, разработан прибор, совмещающий функции электрооптического переключателя и детектора излучения на экситонном переходе. Принцип его работы заключается в том, что спектр поглощения экситонов в тонких слоях арсенида галлия при поперечном электрическом поле сдвигается в красную область в силу эффекта Штарка в системе с квантовыми ограничениями. За счёт изменения поглощения внешнее напряжение может модулировать интенсивность проходящего через полупроводник света на частоте экситонного перехода.
Детектирование излучения происходит за счёт распада на электроны и дырки экситонов, образовавшихся при резонансном возбуждении за счёт излучения.
Созданы и другие приборы, в которых роль среды, осуществляющей обработку информации, вместо электронного газа играет экситонный газ: оптические модуляторы, фазовращатели, переключатели, оптический транзистор и лазеры.

## Экситоника
Область науки и техники, которая изучает технические устройства на основе использования свойств экситонов, называют экситоникой.